# Nikolay Hristozov (cầu thủ bóng đá)
Nikolay Hristozov (tiếng Bulgaria: Николай Христозов; sinh 6 tháng 3 năm 1982) là một cầu thủ bóng đá Bulgaria thi đấu ở vị trí hậu vệ cho Vitosha Bistritsa.

## Sự nghiệp
Hristozov được nuôi dưỡng tại đội trẻ CSKA Sofia. Lúc 19 tuổi, anh ký hợp đồng với Lokomotiv Sofia, nhưng trong 3 mùa giải, anh chỉ thi đấu được 8 trận. Vào tháng 6 năm 2004 anh gia nhập Conegliano và một năm sau trở thành nhà vô địch hạng hai bóng đá Bulgaria cùng với đội bóng. Từ năm 2006 đến 2008 anh thi đấu ở hạng cao nhất bóng đá Bulgaria cùng với Vihren. Vào tháng 5 năm 2008 ký hợp đồng với Lokomotiv Mezdra.